# По Таганці ходять танки
«По Таганці ходять танки» — радянська трагікомедія 1991 року. Єдина режисерська робота актора Олександра Соловйова. Зйомки фільму закінчилися приблизно за два тижні до серпневого путчу.

## Сюжет
У психлікарню потрапляє дехто безіменний, який постраждав під час їзди на мотоциклі. Він не пам'ятає, хто він такий, але має надприродну здатність — він може загіпнотизувати будь-кого.

## У ролях
- Олександр Соловйов —  «Ігрек», він же Костя
- Еммануїл Віторган —  Іоанн Васильович Брокгауз, колишній актор театру
- Лариса Кузнецова —  медсестра Галя
- Олександр Фатюшин —  професор, головлікар психіатричної лікарні
- Готліб Ронінсон —  старий лікар
- Юльєн Балмусов —  шеф КДБ
- Сергій Агапітов —  Чірік, писклявий алкоголік
- Сергій Рубеко —  санітар
- Людмила Гнилова —  медсестра-санітарка Варвара
- Сергій Сєров —  Забєлін, людина з «голосами в голові»
- Костянтин Григор'єв —  «Миклухо-Маклай», шизофренік  (озвучив Олексій Борзунов)
- Ніна Русланова —  продавчиня в продуктовому магазині
- Володимир Анісько —  Геннадій Степанович, директор продуктового магазину
- Юрій Чернов —  міліціонер у цивільному
- Євген Редько —  колишній товариш по службі Ігрека
- Олег Щетінін —  генерал, на якого напав загіпнотизований міліціонер
- Марія Буркова —  Тамара, брюнетка в ресторані
- Олена Галібіна —  блондинка в ресторані
- Валерій Кисленко —  військовий
- Анатолій Мамбетов —  лисий кухар, який підробляє санітаром і зварником
- Олена Скороходова —  повія
- Юрій Думчев —  товстун в забігайлівці, «рекетир»
- Олександр Ільїн —  обурений чоловік на мітингу
- Сергій Бачурський —  чоловік на мітингу
- Геннадій Матвєєв —  чоловік на мітингу
- Віталій Леонов —  гардеробник
- Валентин Пєчников —  швейцар
- Олексій Михайлов —  офіціант
- Борис Шувалов —  охоронець президента  (озвучив  Володимир Ферапонтов)
- Микола Шовкуненко —  пацієнт психлікарні, який вважає себе собакою
- Олена Бушуєва-Цеханська —  жінка в убиральні
- Микола Тагін —  шизофренік в халаті
- Євген Дворжецький — епізод
- Микола Каширін — епізод
- Олег Гусейнов — епізод
- Михайло Левкоєв — епізод
- Тетяна Канаєва — епізод
- Катерина Краснобаєва — епізод
- Людмила Шувалова — епізод
- Володимир Ухін — епізод

## Знімальна група
- Режисер —  Олександр Соловйов
- Сценарист — Лев Корсунський
- Оператор — Ільшат Шугаєв
- Композитор — Віктор Лебедєв